# 日本テレビ音楽
日本テレビ音楽株式会社（にほんテレビおんがく、英: Nippon Television Music Corporation）は、日本テレビホールディングス傘下の音楽出版社である。略称はNTVM、日テレ音楽（にっテレおんがく）。
日テレの番組のテーマソングおよびサントラなどの音楽の著作権管理・原盤製作・プロモーションを行っている。また、日テレの番組から生まれたキャラクター・マーク・タイトル等の各種権利管理の窓口業務も行っている。かつては、歌手・作曲家のマネージメントも行っており、特に1970年代から1980年代にかけては、大野克夫、大野雄二、ゴダイゴなど当時新進気鋭のミュージシャンを劇伴・主題歌などに多数起用し、日テレの番組制作を音楽面から大きく支えた。

## 主な管理楽曲
- ルパン三世のテーマ
- アンパンマンのマーチ
- 『小さな旅』テーマ曲「光と風の四季」（NHK出版と共同管理）

他多数

## 会社概要
- 1969年10月設立。
- 2004年10月、創立35周年を機にCI（制作クレジット上のロゴ表記）変更。日本テレビ音楽からなんだろうマーク付きの日テレ音楽のロゴ表記に変わった。その後、なんだろうマークの使用終了に伴いMの文字の一部を音符に見立てたNTVMUSIC（Mの下に小さくUSICを表記）のCIに変更。
- 本社は東京都千代田区二番町。また、東京都港区新橋4-21-3の新橋東急ビル1階に汐留オフィスを設けている。
- 代表取締役会長：吉岡正敏
- 代表取締役社長：渡辺一彦

子会社
- 株式会社ACM（アンパンマンこどもミュージアムの企画・運営）
- 株式会社ライツ・イン（日テレ以外のコンテンツに関するキャラクターライセンスの管理窓口業務、アンパンマンこどもミュージアム内店舗の運営受託、作曲家マネジメント[3]）

## 元契約・所属ミュージシャン
- ゴダイゴ
- 大野雄二
- 羽田健太郎
- SHŌGUN
- 松田優作
- 木森敏之
- 大谷和夫
- 中森明菜 - 当初は同業音楽出版社にしてTBS傘下の日音と共同で専属契約を結んでいた。
- ANKH
- ザ・バーズ